# Colonizzazione spagnola delle Americhe

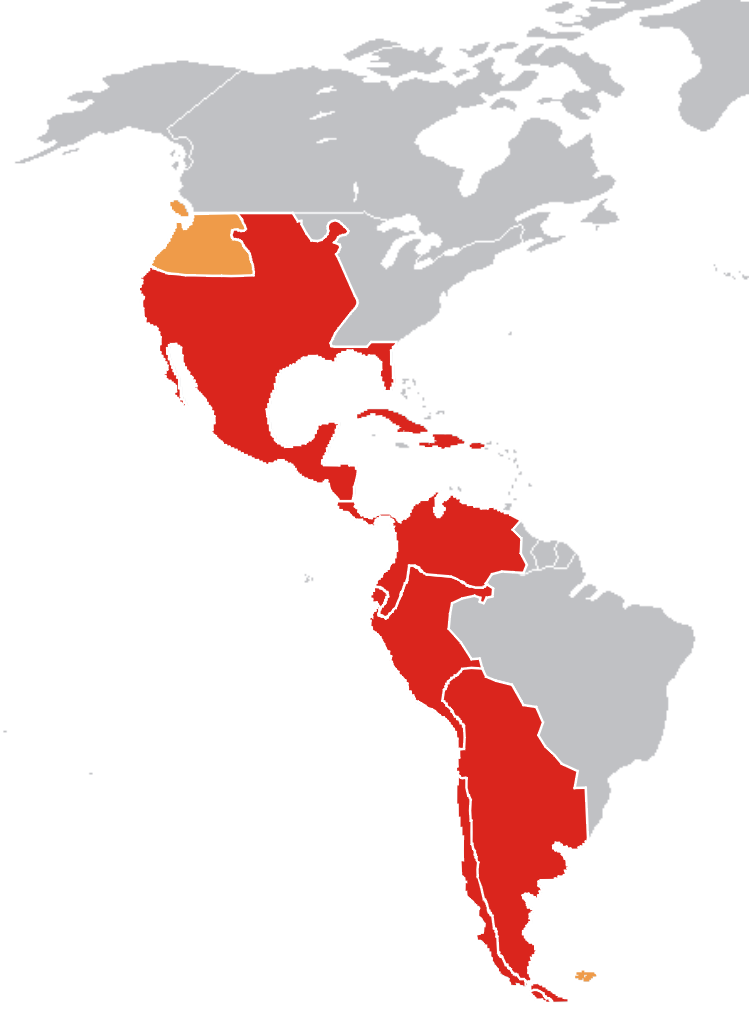
Le conquiste spagnole in America

La colonizzazione spagnola delle Americhe, iniziata con l'arrivo di Cristoforo Colombo nelle Americhe, è stato il fenomeno iniziale del processo che portò numerose potenze europee alla conquista di una considerevole quantità di popoli e territori dell'America.

## Caratteristiche
La colonizzazione spagnola del continente americano ha permesso alla Spagna di conquistare, fino al XVII secolo, un impero di notevoli dimensioni territoriali, e di impossessarsi di numerose ricchezze.
A partire dal XIX secolo i territori conquistati dagli spagnoli furono soggetti a numerosi movimenti indipendentistici che portarono alla progressiva erosione dei domini in territorio americano. Dal 1825 vengono perduti i principali possedimenti in Nord America, Centro America e Sud America. Le ultime colonie spagnole in America, Cuba e Porto Rico, furono perse definitivamente nel 1898 con la guerra ispano-americana.

## I viaggi di Colombo
La colonizzazione spagnola delle Americhe prese avvio il 12 ottobre 1492 con lo sbarco di Colombo sull'isola che egli battezzò San Salvador, nell'arcipelago delle Bahamas. In tale occasione, Colombo rivendicò i territori in nome della corona di Castiglia e Aragona e fondò La Navidad, il primo insediamento stabile in territorio americano, sull'isola di Hispaniola.
Salpato dalle coste occidentali, dopo 6 mesi e 14 giorni di navigazione Colombo giunse a San Salvador, dove incontrò per la prima volta gli indigeni (o indios, come vennero definiti dagli spagnoli) e dopo aver preso provviste a sufficienza ripartì.
Dopo 4 giorni avvistarono terra per la seconda volta ed allora Colombo, eccitato per l'evento, decise di proseguire verso l'interno lungo il fiume Orinoco (Venezuela-Guyana). Si dice che, in regioni non definite del Venezuela e della Colombia, Colombo abbia assaggiato il caffè venezuelano, molto più intenso e saporito di quello asiatico.
Poi, percorrendo l'Orinoco, si avventurò in Colombia (nazione tuttora attraversata dal citato fiume) ma credette di trovarsi in India. Solo pochi anni dopo, nel 1502, Amerigo Vespucci, navigatore italiano, si rese conto di non essere in India bensì in un territorio del tutto nuovo e inesplorato, a cui fu dato il nome di "America", proprio in onore di Amerigo Vespucci.

## La conquista del continente
Nel 1513 Vasco Núñez de Balboa attraversò l'istmo di Panama e condusse la prima spedizione verso l'Oceano Pacifico. La scoperta dell'Oceano Pacifico compiuta da Vasco Nuñez de Balboa, aveva fatto sorgere nei coloni spagnoli le più ardite speranze di trovare finalmente quelle ricchezze che le coste atlantiche del Nuovo Mondo si rifiutavano di concedere.
Ma fu con conquistatori come Hernán Cortés che, a partire dal 1519, fu iniziata la conquista dell'Impero azteco. Con la capitolazione dell'Impero azteco, la conquista spagnola del continente fu decisamente più facile.
Si apriva così la via per la conquista del Sud America e dell'Impero Inca. Fu Francisco Pizarro che, a partire dal 1531, conquistò l'Impero Inca e fondò la città di Lima, attuale capitale del Perù.

## Entità
Segue una panoramica cronologica delle entità politiche e governative create dall'Impero spagnolo in territorio americano:

### 1492-1528
| Colonizzatore      | Governo                          | Entità |
| ------------------ | -------------------------------- | --- |
| Cristoforo Colombo | Vicereame colombiano (1492-1535) | Hispaniola (La Navidad (1492) · La Isabela (1493)) · |
| Impero spagnolo    | Indie occidentali                | Reino de Tierra Firme (1498) · Governatorato di Coquibacoa (1502) · Governatorato di Veragua (1508) · Provincia de Nueva Andalucía y Urabá (1508) · Giamaica spagnola (1509) · Florida spagnola (1513) · Castilla de Oro (1514) · Provincia del Venezuela (1527) · Provincia di Nicaragua (1527) · |

### 1529-1534
| Colonizzatore   | Distribuzione terre     | Entità                                                                        |
| --------------- | ----------------------- | ----------------------------------------------------------------------------- |
| Impero spagnolo | Capitolazioni di Toledo | Governatorato della Nuova Castiglia e Governatorato della Nuova León (1529)   |
| Impero spagnolo | Capitolazioni del 1534  | Governatorato della Nuova Toledo e Governatorato della Nuova Andalusia (1534) |

### Dal 1535
| Colonizzatore   | Entità                                    | Entità | Entità | Entità |
| --------------- | ----------------------------------------- | --- | --- | --- |
| Impero spagnolo | Vicereame della Nuova Spagna (1535-1821)  | Regni | Messico (1527) · Nuova Galizia (1530) | Messico (1527) · Nuova Galizia (1530) |
| Impero spagnolo | Vicereame della Nuova Spagna (1535-1821)  | Province interne                                                                                            | Occidentali | Nuova Biscaglia (1562) · Nuova Navarra (1565) · Santa Fe de Nuevo México (1598) · California spagnola (1767) |
| Impero spagnolo | Vicereame della Nuova Spagna (1535-1821)  | Province interne                                                                                            | Orientali | Nuovo Regno di León (1569) · Nuova Estremadura (1674) · Texas spagnolo (1690) · Nuova Santander (1746) |
| Impero spagnolo | Vicereame della Nuova Spagna (1535-1821)  | Capitanerie generali                                                                                        | C.g. di Santo Domingo (1535) · C.g. di Porto Rico (1580) · C.g. di Cuba (1607) · C.g. del Guatemala (1609) · C.g. dello Yucatán (1617) · Comanderia generale delle province interne (1776) C.g. del Venezuela (1777)               | C.g. di Santo Domingo (1535) · C.g. di Porto Rico (1580) · C.g. di Cuba (1607) · C.g. del Guatemala (1609) · C.g. dello Yucatán (1617) · Comanderia generale delle province interne (1776) C.g. del Venezuela (1777)               |
| Impero spagnolo | Vicereame della Nuova Spagna (1535-1821)  | Altri | Ducato di Veragua (1537) · Veragua Real (1537) · Provincia di Nuova Cartago e Costa Rica (1540) · Provincia de Nueva Andalucía y Paria (1568) · Provincia di Costa Rica (1573) · Provincia di Taguzgalpa (1576) · Louisiana (1762) | Ducato di Veragua (1537) · Veragua Real (1537) · Provincia di Nuova Cartago e Costa Rica (1540) · Provincia de Nueva Andalucía y Paria (1568) · Provincia di Costa Rica (1573) · Provincia di Taguzgalpa (1576) · Louisiana (1762) |
| Impero spagnolo | Vicereame del Perù (1542-1824)            | Stato neoincaico (1537) · Nuovo Regno di Granada (1538) · C.g. del Cile · Governatorato del Río de la Plata | Stato neoincaico (1537) · Nuovo Regno di Granada (1538) · C.g. del Cile · Governatorato del Río de la Plata | Stato neoincaico (1537) · Nuovo Regno di Granada (1538) · C.g. del Cile · Governatorato del Río de la Plata |
| Impero spagnolo | Vicereame della Nuova Granada (1717-1822) | Nuovo Regno di Granada (dal 1717) · Provincia de Nueva Andalucía y Paria (dal 1739) ·                       | Nuovo Regno di Granada (dal 1717) · Provincia de Nueva Andalucía y Paria (dal 1739) · | Nuovo Regno di Granada (dal 1717) · Provincia de Nueva Andalucía y Paria (dal 1739) · |
| Impero spagnolo | Vicereame del Río de la Plata (1776-1814) | Governatorato del Río de la Plata (dal 1617) · Governatorato del Paraguay (dal 1617)                        | Governatorato del Río de la Plata (dal 1617) · Governatorato del Paraguay (dal 1617) | Governatorato del Río de la Plata (dal 1617) · Governatorato del Paraguay (dal 1617) |
| Impero spagnolo | Vicereame del Río de la Plata (1776-1814) | Regioni | Alto Perù · Banda Oriental | Alto Perù · Banda Oriental |
| Impero spagnolo | Altri territori                           | Governatorato della Terra Australis (1539)                                                                  | Governatorato della Terra Australis (1539) | Governatorato della Terra Australis (1539) |

### Real Audiencia
- Santo Domingo (1526)
- Messico (1527)
- Panama (1538)
- Lima (1542)
- Guatemala (1542)
- Guadalajara (1544)
- Bogotá (1549)
- Charcas (1559)
- Quito (1563)
- Concepción (1565)
- Cile (1609)
- Buenos Aires (1661)
- Caracas (1786)
- Cusco (1787)

### Insediamenti
- La Navidad (1492)
- La Isabela (1493)
- Sevilla la Nueva (1508)
- Santa María la Antigua del Darién (1510)
- San Sebastián de Urabá (1510)
- Acla (1515)
- Panamá Viejo (1519)
- San Miguel de Gualdape (1526)
- Santa Elena (1566)
- Joara (1567)
- Missioni spagnole in Georgia (1568-1684)
- Missione di Ajacán (1570)